# Paulina Dębska
Paulina Dębska (ur. 27 września 1985) – polska lekkoatletka, uprawiająca skok o tyczce.

## Kariera
Reprezentantka Ośrodku Skoku o Tyczce Gdańsk. Najlepszym rokiem w jej karierze był 2007, kiedy to wypełniła minimum kwalifikacyjne na Mistrzostwa Świata w Lekkoatletyce rozgrywane w Osace, jednak ostatecznie nie wystąpiła na tej imprezie (PZLA wymagał potwierdzenia wysokiej formy bezpośrednio przed mistrzostwami, czego jednak zawodniczka nie uczyniła). W tym samym roku zajęła 5. miejsce podczas Młodzieżowych Mistrzostw Europy w Lekkoatletyce (Debreczyn, Węgry). Dwukrotna złota medalistka młodzieżowych mistrzostw Polski (2006 & 2007), srebrna medalistka Mistrzostw Polski seniorów (2007).

## Rekordy życiowe
- skok o tyczce – 4,50 (23 czerwca 2007, Sopot)
- skok o tyczce (hala) – 4,20 (18 lutego 2007, Spała)